# Sammy McCrory
Samuel McKee "Sammy" McCrory (ur. 11 października 1924 w Belfaście, zm. 4 maja 2011) – północnoirlandzki piłkarz występujący na pozycji napastnika.

## Kariera klubowa
W swojej karierze McCrory reprezentował barwy zespołów Swansea Town, Ipswich Town, Plymouth Argyle, Southend United oraz Cambridge United. W sezonie 1957/1958 jako zawodnik Southendu został królem strzelców Division Three.

## Kariera reprezentacyjna
W reprezentacji Irlandii Północnej McCrory zadebiutował 6 listopada 1957 w wygranym 3:2 pojedynku British Home Championship z Anglią, w którym strzelił także gola. Było to jednocześnie jedyne spotkanie rozegrane przez niego w drużynie narodowej. W 1958 roku został powołany do kadry na mistrzostwa świata. Nie zagrał jednak na nich w żadnym meczu, a Irlandia Północna odpadła z turnieju w ćwierćfinale.